# Christian Wilhelm Spieker

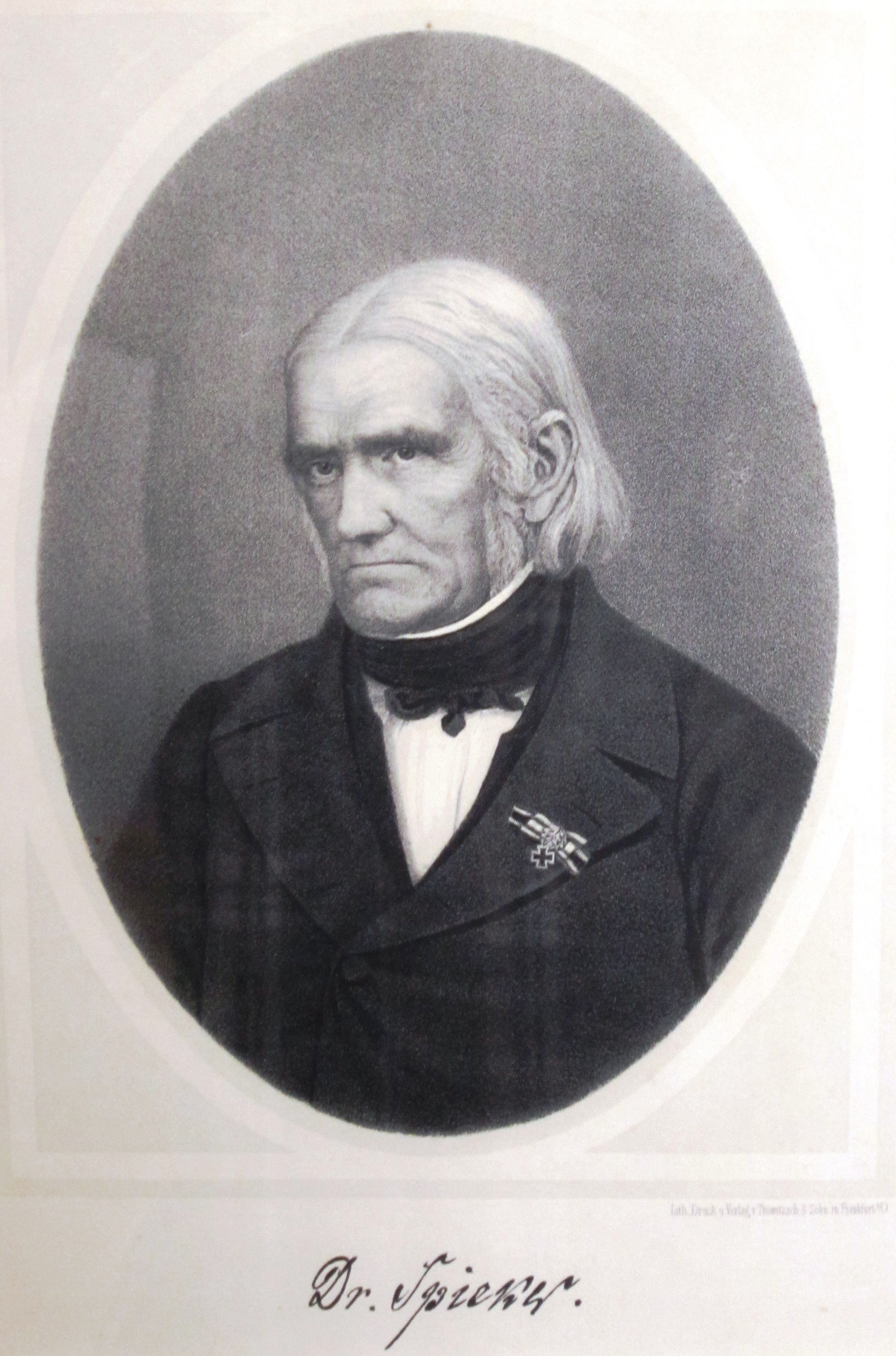
Christian Wilhelm Spieker (1815)

Christian Wilhelm Spieker (eigentlich Spiker; * 7. April 1780 in Brandenburg an der Havel; † 10. Mai 1858 in Frankfurt (Oder)) war ein deutscher theologischer Schriftsteller.

## Leben
Christian Wilhelm Spieker studierte in  Friedrichs-Universität Halle und wurde dort Lehrer an der Lateinischen Schule und dem Pädagogium der Franckeschen Stiftungen. 1805 wurde er Feldprediger. 1807 ging er als Lehrer nach Dessau.
1809 ging Spieker als Diakon und außerordentlicher Professor der Theologie an die Brandenburgische Universität Frankfurt. 1813/14 war er Prediger bei der kurmärkischen Landwehr und wurde 1818 Superintendent.
Spieker war Freimaurer, Mitbegründer der Singgesellschaft in Frankfurt (Oder) und Begründer des Frankfurter Patriotischen Wochenblattes.

## Werke
- Meine Reise von Halle nach dem Brocken (1803)
- Die glücklichen Kinder (1808)
- Emiliens Stunden der Andacht (1808, 7. Aufl. 1855)
- Vater Hellwig (1808/10)
- Westfälisches Taschenbuch (1809)
- Gesangbuch für Schulen (1815, 5. Aufl. 1852)
- Andachtsbuch für gebildete Christen (1824, 10. Aufl. 1867)
- Des Herrn Abendmahl (1829, 8. Aufl. 1868)
- Das Augsburgsche Glaubensbekenntniß und die Apologie desselben. Mit kritischen, geschichtlichen und erläuternden Anmerkungen von Christian Wilhelm Spieker, Doktor der Philosophie und Theologie, Professor, Superintendent und Oberpfarrer zu Frankfurt an der Oder, Ritter des Eisernen Kreuzes. I. und II. Mittler, Berlin, Posen, Bromberg 1830.
- Morgenandachten (1831)
- Christliche Abendandachten (1832, 2. Aufl. 1840)
- Beschreibung und Geschichte der Marien- oder Oberkirche zu Frankfurt an der Oder (1835; Digitalisat in der Google-Buchsuche)
- Lebensbeschreibung des Herzogs Maxim. Julius Leopold von Braunschweig (1835, 2. verb. Aufl. 1839)
- Darstellungen aus dem Leben des General-Superintendenten und Consistorialrath Carl Friedrich Brescius (1845)
- Geschichte der Stadt Frankfurt an der Oder (1. Teil 1853; Digitalisat)
- Lebensgeschichte des Andreas Musculus (1858)